# Lewin Blum
Lewin Blum (Rothrist, Aargau kanton, 2001. július 27. –) svájci korosztályos válogatott labdarúgó, a Young Boys hátvédje.

## Pályafutása

### Klubcsapatokban
Blum a svájci Rothristben született. Az ifjúsági pályafutását a Roggwil csapatában kezdte, majd a Young Boys akadémiájánál folytatta.
2021-ben mutatkozott be a Young Boys első osztályban szereplő felnőtt csapatában. A 2021–22-es szezon első felében a másodosztályú Yverdon-Sport csapatát erősítette. Először a 2021. július 31-ei, Stade Lausanne Ouchy elleni mérkőzésen lépett pályára. Első gólját 2021. november 19-én, a Winterthur ellen 2–1-re megnyert találkozón szerezte. 2022. január 3-án visszatért a kölcsönből. A Super League-ben a 2022. január 29-ei, Lugano elleni mérkőzés 71. percében Jordan Lefort cseréjeként debütált.

### A válogatottban
Blum az U16-os, az U18-as, az U19-es és az U21-es korosztályú válogatottakban is képviselte Svájcot.

## Statisztika
2023. május 29. szerint.
| Klub                       | Szezon   | Bajnokság        | Bajnokság | Bajnokság | Kupa  | Kupa  | Nemzetközi | Nemzetközi | Összesen | Összesen |
| Klub                       | Szezon   | Bajnokság        | Mérk.     | Gólok     | Mérk. | Gólok | Mérk.      | Gólok      | Mérk.    | Gólok    |
| -------------------------- | -------- | ---------------- | --------- | --------- | ----- | ----- | ---------- | ---------- | -------- | -------- |
| Yverdon-Sport (kölcsönben) | 2021–22  | Challenge League | 17        | 1         | 2     | 0     | 0          | 0          | 19       | 1        |
| Young Boys                 | 2021–22  | Super League     | 16        | 0         | 0     | 0     | 0          | 0          | 16       | 0        |
| Young Boys                 | 2022–23  | Super League     | 31        | 1         | 4     | 1     | 4          | 0          | 39       | 2        |
| Young Boys                 | Összesen | Összesen         | 47        | 1         | 4     | 1     | 4          | 0          | 55       | 2        |
| Összesen                   | Összesen | Összesen         | 64        | 2         | 6     | 1     | 4          | 0          | 74       | 3        |

## Sikerei, díjai
Young Boys
- Swiss Super League
  - Bajnok (1): 2022–23
- Svájci Kupa
  - Győztes (1): 2022–23